# Sparvörter
Sparvörter (Thymelaea) är ett släkte av tibastväxter. Sparvörter ingår i familjen tibastväxter.

## Bildgalleri

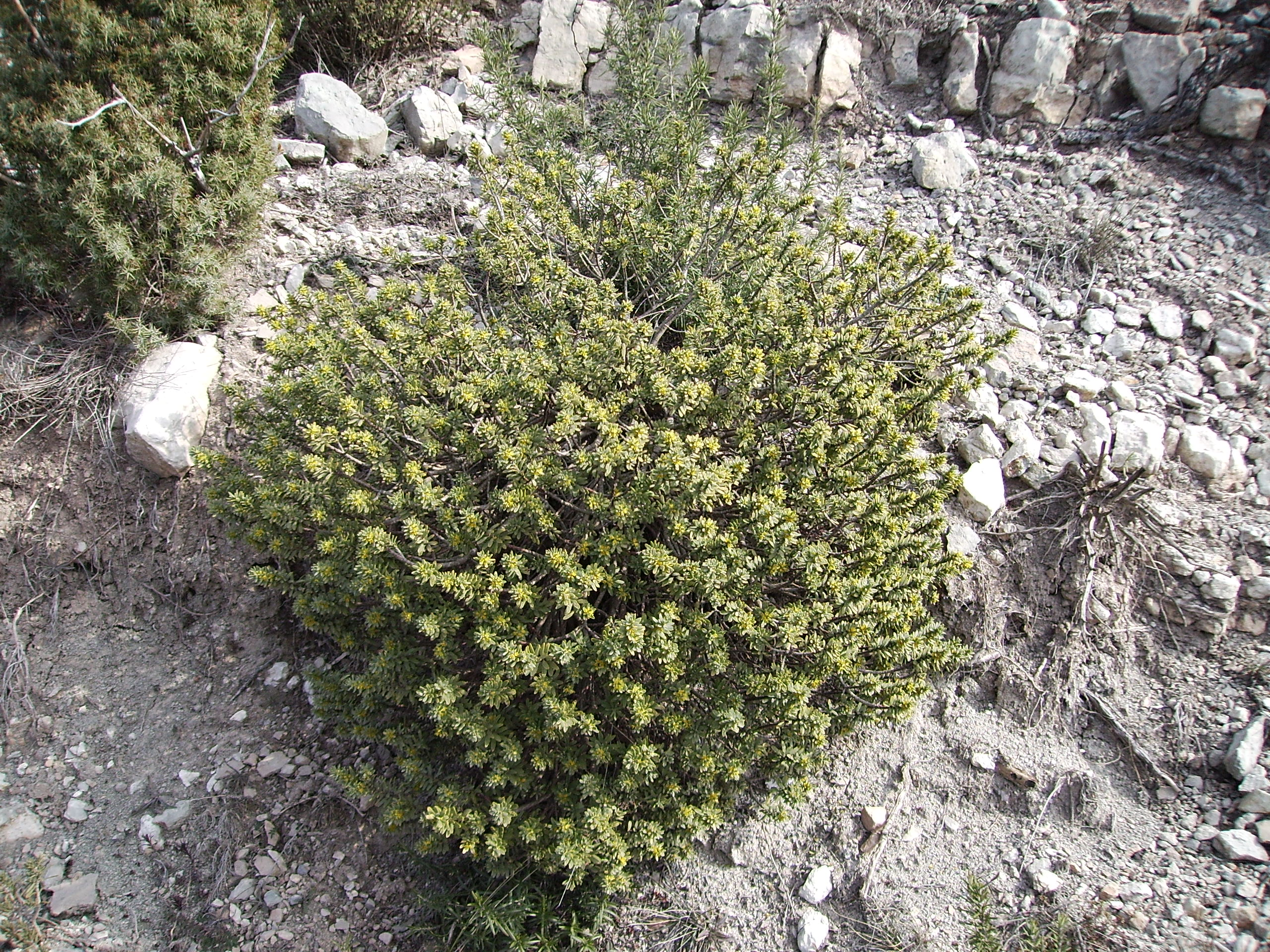

## Dottertaxa till Sparvörter, i alfabetisk ordning[1]
- Thymelaea antiatlantica
- Thymelaea argentata
- Thymelaea aucheri
- Thymelaea broteriana
- Thymelaea calycina
- Thymelaea cilicica
- Thymelaea conradiae
- Thymelaea coridifolia
- Thymelaea dioica
- Thymelaea gattefossei
- Thymelaea granatensis
- Thymelaea gussonei
- Thymelaea hirsuta
- Thymelaea lanuginosa
- Thymelaea lythroides
- Thymelaea mesopotamica
- Thymelaea microphylla
- Thymelaea passerina
- Thymelaea procumbens
- Thymelaea pubescens
- Thymelaea putorioides
- Thymelaea ruizii
- Thymelaea salsa
- Thymelaea sanamunda
- Thymelaea sempervirens
- Thymelaea subrepens
- Thymelaea tartonraira
- Thymelaea tinctoria
- Thymelaea velutina
- Thymelaea villosa
- Thymelaea virescens
- Thymelaea virgata